# بيت إسماعيل (ساة)

تعديل مصدري - تعديل

بيت إسماعيل هي إحدى قرى عزلة ساه بمديرية ساة التابعة لمحافظة حضرموت، بلغ تعداد سكانها 181 نسمة حسب تعداد اليمن لعام 2004.